# Pobočje
Pobočje ali vesina je del hriba ali gore, ki je položno ali strmo nagnjen med dolino (vznožjem) in slemenom ali vrhom hriba ali gore.